# Oh, By the Way
Oh, By the Way es un box set recopilatorio que contiene los álbumes de 1967 a 1994 en formato CD de la banda de rock progresivo Pink Floyd, lanzado al mercado el 10 de diciembre de 2007 por EMI en el Reino Unido y un día después por Capital Records en Estados Unidos. Incluye todos sus álbumes de estudio en formato CD remasterizado, presentados en estuches estilo mini-vinilo, tal como los LP originales (incluyendo sus correspondientes extras, como los autoadhesivos que incluía The Dark Side of the Moon). Junto con esto, el box set es de edición limitada e incluye un póster diseñado especialmente por el 40 aniversario del primer álbum de la banda, The Piper at the Gates of Dawn, por Storm Thorgerson, que incluirá cuarenta imágenes de Pink Floyd.
Fue publicado en diciembre del 2007. Su nombre proviene de un verso del tema "Have a Cigar": The band is just fantastic, that is really what I think/Oh by the way, which one's Pink? (lo cual puede traducirse al español como: La banda es simplemente fantástica, es lo que creo realmente/Oh, a propósito, quién es Pink?). Se rumorea que esa línea la habría dicho un ejecutivo de alguna discográfica a los integrantes de Pink Floyd.

## Contenido
- The Piper at the Gates of Dawn (agosto de 1967)
- A Saucerful of Secrets (julio de 1968)
- More (junio de 1969)
- Ummagumma (noviembre de 1969 - 2 discos)
- Atom Heart Mother (octubre de 1970)
- Meddle (noviembre de 1971)
- Obscured by Clouds (junio de 1972)
- The Dark Side of the Moon (marzo de 1973)
- Wish You Were Here (septiembre de 1975)
- Animals (febrero de 1977)
- The Wall (diciembre de 1979 - 2 discos)
- The Final Cut (abril de 1983)
- A Momentary Lapse of Reason (septiembre de 1987)
- The Division Bell (abril de 1994)

## Créditos
- Roger Waters - bajo, vocalista, guitarrista, percusionista, efectos de sonido, letras y productor.
- David Gilmour - guitarra, vocalista, efectos de sonido, bajo, letras y productor.
- Richard Wright - teclado, órgano, piano, sintetizador, trombón, clarinete, efectos de sonido, vocalista, letras y productor.
- Nick Mason - batería, percusionista, vocalista, efectos de sonido y productor.
- Syd Barrett - guitarra, letras, vocalista, junto con todos los colaboradores de cada álbum. El cual participó en (The Piper at the Gates of Dawn) y en el (A Saucerful of Secrets ).